# Selección de fútbol
Una selección de fútbol es el equipo de fútbol representativo de un país o de una región del mismo. Estos combinados tienen sus orígenes a fines del siglo XIX, en las islas británicas, donde se formaron las primeras selecciones de fútbol. Escocia e Inglaterra fueron los dos primeros países en tener un equipo que los represente, y también las dos primeras selecciones en disputar un partido de fútbol oficial bajo el reglamento establecido en 1863.
Las selecciones de fútbol se encuentran regidas por organismos que las gobiernan a nivel continental y mundial. El máximo organismo futbolístico es la Federación Internacional de Fútbol Asociación (FIFA), la cual reúne a 211 asociaciones a lo largo del mundo, representadas por selecciones, que se encuentran a su vez gobernadas por alguna de las seis confederaciones continentales: la Unión de Federaciones Europeas de Fútbol (UEFA), la Confederación Sudamericana de Fútbol (Conmebol), la Confederación de Fútbol de Norte, Centroamérica y el Caribe (Concacaf), la Confederación Africana de Fútbol (CAF), la Confederación Asiática de Fútbol (AFC) y la Confederación de Fútbol de Oceanía (OFC). Por otra parte, el Comité Olímpico Internacional (COI), encargado de la organización de los Juegos Olímpicos, congrega selecciones nacionales presentadas por su respectivo Comité olímpico nacional.
Hay que destacar también a diferentes selecciones que están regidas por otras asociaciones, siendo muchas de ellas consideradas amateur o regionales. Algunas se encuentran bajo el amparo de ConIFA, y anteriormente de la NF-Board, al no ser reconocidas internacionalmente las soberanías de sus territorios y por tanto no poder federarse a la FIFA, con el previo requisito de pertenecer a una confederación continental. El resto no se encuentran regidas por ningún organismo internacional, por lo que solo actúan bajo el nombre de su propia asociación regional (en caso de existir), o por su propia competencia.
Existe el peculiar caso de las selecciones de jugadores que nacen esporádica y puntualmente para disputar algún partido de carácter amistoso o benéfico. La formación del equipo no se rige bajo ninguna norma o estatuto oficial, y las condiciones de formación del equipo son estipuladas por los organizadores del evento en cuestión, sin atender a factores de nacionalidad, edad o deporte.

## Categoría absoluta
Asimismo, se distinguen en diferentes categorías según la edad de los futbolistas. Pese a que cada confederación y las federaciones o asociaciones pertenecientes a ellas poseían distintas categorías según las competiciones que disputaban, la FIFA estableció una reestructuración de categorías en sus competiciones que pasarían a ser internacionales para todas las confederaciones motivando que éstas tuviesen que adaptar sus categorías, quedando constituidas en: categoría absoluta, sub-23 y sub-18.
El resto de categorías: sub-22, sub-21, sub-19, sub-18, sub-16 y sub-15 son bajo competencia de cada confederación, que decide íntegramente cuál forma parte de sus categorías inferiores.

### Selección absoluta
La mayor de todas las selecciones que puede representar a un país es denominada selección absoluta, y es la que le representa en las máximas competiciones internacionales oficiales y reconocidas por la FIFA. A diferencia que el resto de categorías, la selección absoluta no posee ningún tipo de restricción de edad que afecte a los jugadores seleccionados, pudiendo formar parte de ella desde el momento en que posee un contrato profesional de fútbol en cualquier club, sin tener en cuenta ésta aunque sea temprana. Los méritos deportivos son los únicos que en principio estipulan qué jugadores pueden vestir la camiseta de una selección.
La participación en dicha selección es restrictiva a jugadores que posean la nacionalidad del país al que representan bien por nacimiento, o en su caso a aquellos que la hayan obtenido posteriormente. A diferencia de décadas pasadas, en la actualidad si un jugador viste la camiseta de una selección absoluta, aunque sea solo por un partido, no podrá vestir ninguna otra en el futuro.
Dichos combinados representan a sus confederaciones en las máximas competiciones, a saber:
- Torneos mundiales
  - Copa Mundial de Fútbol (FIFA)
  - Copa Confederaciones (FIFA)
  - Copa Mundial de Fútbol de ConIFA (ConIFA)
- Torneos continentales
  - Eurocopa (UEFA)
  - Copa América (CONMEBOL)
  - Copa Oro (CONCACAF)
  - Copa Africana (CAF)
  - Copa Asiática (AFC)
  - Copa de las Naciones (OFC)

| Lista de selecciones absolutas reconocidas por la FIFA. | Lista de selecciones absolutas reconocidas por la FIFA. | Lista de selecciones absolutas reconocidas por la FIFA. | Lista de selecciones absolutas reconocidas por la FIFA. | Lista de selecciones absolutas reconocidas por la FIFA. | Lista de selecciones absolutas reconocidas por la FIFA. | Lista de selecciones absolutas reconocidas por la FIFA. | Lista de selecciones absolutas reconocidas por la FIFA. | Lista de selecciones absolutas reconocidas por la FIFA. | Lista de selecciones absolutas reconocidas por la FIFA. | Lista de selecciones absolutas reconocidas por la FIFA. | Lista de selecciones absolutas reconocidas por la FIFA. | Lista de selecciones absolutas reconocidas por la FIFA. |
| ------------------------------------------------------- | ------------------------------------------------------- | ------------------------------------------------------- | ------------------------------------------------------- | ------------------------------------------------------- | ------------------------------------------------------- | ------------------------------------------------------- | ------------------------------------------------------- | ------------------------------------------------------- | ------------------------------------------------------- | ------------------------------------------------------- | ------------------------------------------------------- | ------------------------------------------------------- |

|  | Afganistán             | AFG |
|  | Albania                | ALB |
|  | Alemania               | GER |
|  | Andorra                | AND |
|  | Angola                 | ANG |
|  | Anguila                | AIA |
|  | Antigua y Barbuda      | ATG |
|  | Arabia Saudita         | KSA |
|  | Argelia                | ALG |
|  | Argentina              | ARG |
|  | Armenia                | ARM |
|  | Aruba                  | ARU |
|  | Australia              | AUS |
|  | Austria                | AUT |
|  | Azerbaiyán             | AZE |
|  | Bahamas                | BAH |
|  | Baréin                 | BHR |
|  | Bangladés              | BAN |
|  | Barbados               | BRB |
|  | Bélgica                | BEL |
|  | Belice                 | BLZ |
|  | Benín                  | BEN |
|  | Bermudas               | BER |
|  | Bielorrusia            | BLR |
|  | Birmania               | MYA |
|  | Bolivia                | BOL |
|  | Bosnia y Herzegovina   | BIH |
|  | Botsuana               | BOT |
|  | Brasil                 | BRA |
|  | Brunéi                 | BRU |
|  | Bulgaria               | BUL |
|  | Burkina Faso           | BFA |
|  | Burundi                | BDI |
|  | Bután                  | BHU |
|  | Cabo Verde             | CPV |
|  | Camboya                | CAM |
|  | Camerún                | CMR |
|  | Canadá                 | CAN |
|  | Catar                  | QAT |
|  | Chad                   | CHA |
|  | Chile                  | CHI |
|  | China                  | CHN |
|  | China Taipéi           | TPE |
|  | Chipre                 | CYP |
|  | Colombia               | COL |
|  | Comoras                | COM |
|  | Corea del Norte        | PRK |
|  | Corea del Sur          | KOR |
|  | Costa de Marfil        | CIV |
|  | Costa Rica             | CRC |
|  | Croacia                | CRO |
|  | Cuba                   | CUB |
|  | Curazao                | CUW |
|  | Dinamarca              | DEN |
|  | Dominica               | DMA |
|  | Ecuador                | ECU |
|  | Egipto                 | EGY |
|  | El Salvador            | SLV |
|  | Emiratos Árabes Unidos | UAE |
|  | Eritrea                | ERI |
|  | Escocia                | SCO |
|  | Eslovaquia             | SVK |
|  | Eslovenia              | SVN |
|  | España                 | ESP |
|  | Estados Unidos         | USA |
|  | Estonia                | EST |
|  | Etiopía                | ETH |
|  | Filipinas              | PHI |
|  | Finlandia              | FIN |
|  | Fiyi                   | FIJ |
|  | Francia                | FRA |

|                      | Gabón                          | GAB |
|                      | Gales                          | WAL |
|                      | Gambia                         | GAM |
|                      | Georgia                        | GEO |
| Bandera de Gibraltar | Gibraltar                      | GIB |
|                      | Ghana                          | GHA |
|                      | Granada                        | GRN |
|                      | Grecia                         | GRE |
|                      | Guam                           | GUM |
|                      | Guatemala                      | GUA |
|                      | Guinea                         | GUI |
|                      | Guinea-Bissau                  | GNB |
|                      | Guinea Ecuatorial              | EQG |
|                      | Guyana                         | GUY |
|                      | Haití                          | HAI |
|                      | Honduras                       | HON |
|                      | Hong Kong                      | HKG |
|                      | Hungría                        | HUN |
|                      | India                          | IND |
|                      | Indonesia                      | IDN |
|                      | Inglaterra                     | ENG |
|                      | Irán                           | IRN |
|                      | Irak                           | IRQ |
|                      | Irlanda                        | IRL |
|                      | Irlanda del Norte              | NIR |
|                      | Islandia                       | ISL |
|                      | Islas Caimán                   | CAY |
|                      | Islas Cook                     | COK |
|                      | Islas Feroe                    | FRO |
|                      | Islas Salomón                  | SOL |
|                      | Islas Turcas y Caicos          | TCA |
|                      | Islas Vírgenes Británicas      | VGB |
|                      | Islas Vírgenes Estadounidenses | VIR |
|                      | Israel                         | ISR |
|                      | Italia                         | ITA |
|                      | Jamaica                        | JAM |
|                      | Japón                          | JPN |
|                      | Jordania                       | JOR |
|                      | Kazajistán                     | KAZ |
|                      | Kenia                          | KEN |
|                      | Kosovo                         | KVX |
|                      | Kirguizistán                   | KGZ |
|                      | Kuwait                         | KUW |
|                      | Laos                           | LAO |
|                      | Lesoto                         | LES |
|                      | Letonia                        | LVA |
|                      | Líbano                         | LIB |
|                      | Liberia                        | LBR |
|                      | Libia                          | LBY |
|                      | Liechtenstein                  | LIE |
|                      | Lituania                       | LTU |
|                      | Luxemburgo                     | LUX |
|                      | Macao                          | MAC |
|                      | Macedonia del Norte            | MKD |
|                      | Madagascar                     | MAD |
|                      | Malasia                        | MAS |
|                      | Malaui                         | MWI |
|                      | Maldivas                       | MDV |
|                      | Malí                           | MLI |
|                      | Malta                          | MLT |
|                      | Marruecos                      | MAR |
|                      | Mauricio                       | MRI |
|                      | Mauritania                     | MTN |
|                      | México                         | MEX |
|                      | Moldavia                       | MDA |
|                      | Mongolia                       | MNG |
|                      | Montenegro                     | MNE |
|                      | Montserrat                     | MSR |
|                      | Mozambique                     | MOZ |
|                      | Namibia                        | NAM |
|                      | Nepal                          | NEP |

|  | Nicaragua                       | NCA |
|  | Níger                           | NIG |
|  | Nigeria                         | NGA |
|  | Noruega                         | NOR |
|  | Nueva Caledonia                 | NCL |
|  | Nueva Zelanda                   | NZL |
|  | Omán                            | OMA |
|  | Países Bajos                    | NED |
|  | Pakistán                        | PAK |
|  | Palestina                       | PLE |
|  | Panamá                          | PAN |
|  | Papúa Nueva Guinea              | PNG |
|  | Paraguay                        | PAR |
|  | Perú                            | PER |
|  | Polonia                         | POL |
|  | Portugal                        | POR |
|  | Puerto Rico                     | PUR |
|  | República Centroafricana        | CTA |
|  | República Checa                 | CZE |
|  | República del Congo             | CGO |
|  | República Democrática del Congo | COD |
|  | República Dominicana            | DOM |
|  | Ruanda                          | RWA |
|  | Rumania                         | ROU |
|  | Rusia                           | RUS |
|  | Samoa                           | SAM |
|  | Samoa Americana                 | ASA |
|  | San Cristóbal y Nieves          | SKN |
|  | San Marino                      | SMR |
|  | San Vicente y las Granadinas    | VIN |
|  | Santa Lucía                     | LCA |
|  | Santo Tomé y Príncipe           | STP |
|  | Senegal                         | SEN |
|  | Serbia                          | SRB |
|  | Seychelles                      | SEY |
|  | Sierra Leona                    | SLE |
|  | Singapur                        | SIN |
|  | Siria                           | SYR |
|  | Somalia                         | SOM |
|  | Sri Lanka                       | SRI |
|  | Suazilandia                     | SWZ |
|  | Sudáfrica                       | RSA |
|  | Sudán                           | SDN |
|  | Sudán del Sur                   | SSD |
|  | Suecia                          | SWE |
|  | Suiza                           | SUI |
|  | Surinam                         | SUR |
|  | Tahití                          | TAH |
|  | Tailandia                       | THA |
|  | Tanzania                        | TAN |
|  | Tayikistán                      | TJK |
|  | Timor Oriental                  | TLS |
|  | Togo                            | TOG |
|  | Tonga                           | TGA |
|  | Trinidad y Tobago               | TRI |
|  | Túnez                           | TUN |
|  | Turkmenistán                    | TKM |
|  | Turquía                         | TUR |
|  | Ucrania                         | UKR |
|  | Uganda                          | UGA |
|  | Uruguay                         | URU |
|  | Uzbekistán                      | UZB |
|  | Vanuatu                         | VAN |
|  | Venezuela                       | VEN |
|  | Vietnam                         | VIE |
|  | Yemen                           | YEM |
|  | Yibuti                          | DJI |
|  | Zambia                          | ZAM |
|  | Zimbabue                        | ZIM |

## Categorías inferiores

### Selección Olímpica (Sub-23)
Es la siguiente en el escalafón de selecciones dentro de un país y es conocida por su indicativo restrictivo de edad, selección sub-23 ya que solo jugadores menores de 23 años pueden representar a dicho combinado. Actualmente y desde el año 1993 es la encargada de defender al país en el torneo de fútbol de los Juegos Olímpicos, que se encuentra regido tanto por la FIFA como por el Comité Olímpico Internacional (COI), motivo por el que desde entonces se la conoce también con el nombre de selección olímpica.,
Representa a su país en una única competición internacional:
- Torneos mundiales
  - Juegos Olímpicos (FIFA - COI)

### Selección sub-22
Actualmente la selección sub-22 únicamente existe en algunos países de la Concacaf, con motivo de desarrollar sus categorías inferiores, o por dar más importancia a otras de las competiciones que disputa bajo su asociación el país correspondiente. Como otras de las categorías no oficiales de la FIFA, pese a que sean reconocidas por la misma y sean solo exclusivas de algunas asociaciones, sus logros son reconocidos a nivel internacional, aunque serán otorgados a las federaciones según su sistema de categorías y la normativa establecida por la FIFA para la competición que corresponda.
No existe ninguna competición regulada en la actualidad bajo categoría sub-22 por la FIFA.

### Selección sub-21
La selección sub-21 técnicamente puede también ser considerada sub-23, ya que el requisito de que sus jugadores deban de ser menores de 21 años se exige al comienzo de cada competición, pero al durar ésta dos años en algunos casos, puede darse la circunstancia de que varios futbolistas la disputen hasta cumplir los 23 años. Debido a esta circunstancia, ambas selecciones son casi consideradas la misma, al tratarse del mismo cuerpo técnico y jugadores, pero cambiando su denominación según la competición.
Actualmente, la única confederación que posee dicha categoría es la UEFA. Las selecciones sub-21 defienden a sus países en la siguiente competición:
- Torneos continentales
  - Eurocopa Sub-21 (UEFA)

### Selección sub-20
La selección sub-20 es la tercera de las categorías inferiores en importancia según competencia FIFA, por detrás de las sub-23 y sub-21, y la cuarta en el escalafón global por detrás de las ya citadas absoluta, sub-23 y sub-21.
A excepción de la confederación europea y la confederación asiática que no disputan una competición oficial sub-20 debido a una reestructuración de la UEFA, en caso de la primera, y de la AFC la segunda, disputando torneos en otras categorías, el resto de asociaciones continentales cuentan con un equipo de categoría juvenil sub-20 para representar a su país en competiciones internacionales.
- Torneos mundiales
  - Copa Mundial de Fútbol Sub-20 (FIFA)

- Torneos continentales
  - Campeonato Sudamericano Sub-20 (Conmebol)
  - Campeonato Sub-20 de la Concacaf (Concacaf)
  - Campeonato Juvenil Africano (CAF)
  - Campeonato Sub-20 de la OFC (OFC)

### Selección sub-19
La selección sub-19 es la cuarta de las categorías inferiores en importancia según competencia FIFA, por detrás de las sub-23, sub-21 y sub-20 y la quinta en el escalafón global por detrás de las ya citadas.
Solamente la confederación europea y la confederación asiática disputan certámenes de esta categoría a nivel internacional:
- Torneos continentales
  - Eurocopa Sub-19 (UEFA)
  - Campeonato Sub-19 de la AFC (AFC)

### Selección sub-16
La selección Sub-16 Son Las de penúltimo rango la primera creada fue la Sub-16 Dinamarca

### Selección sub-15
La Selección Sub-15 es la selección de menor rango. Esta categoría está en constante desarrollo ya que se han creado varios torneos con esta categoría.
En los Juegos Olímpicos de la Juventud se juega la competición más importante en esta categoría y es la única competencia oficial mundial. También está la Copa México de Naciones Sub-15 organizada por la Federación Mexicana de Fútbol, pero no es oficial.
A nivel continental, solo la Conmebol y la Concacaf realizan un torneo regional. La UEFA realiza un campeonato regional clasificatorio para los Juegos Olímpicos de la Juventud, y se llama Campeonato clasificatorio de la UEFA para los Juegos Olímpicos de la Juventud, que no se considera campeonato regional puesto a que no participan todos sus miembros.
Lista de competiciones oficiales:
- Torneos Mundiales:
  - Juegos Olímpicos de la Juventud

- Torneos Continentales
  - Campeonato Sudamericano Sub-15
  - Campeonato Sub-15 de la Concacaf

## Agrupaciones afiliadoras

### FIFA
La FIFA (Fédération Internationale de Football Association; en español: Federación Internacional de Fútbol Asociado) es el máximo organismo regulador del fútbol. Bajo tal condición gobierna a la mayoría de las selecciones de fútbol alrededor del mundo agrupadas bajo sus confederaciones continentales. Fue fundada en 1904 y tiene su sede en Zúrich (Suiza). Es el organismo futbolístico más grande del mundo, agrupando un total de 209 selecciones nacionales, entre 6 federaciones: CONMEBOL, CONCACAF, AFC, UEFA, CAF y OFC.
Es la encargada de realizar las Copas Mundiales de categoría absoluta y juveniles, así como de los campeonatos de cada continente. Actualmente y desde 1998, el presidente es el italo-suizo Gianni Infantino, quien sucedió al Suizo Joseph Blatter.

#### América del Sur
Para las selecciones de fútbol asociadas a la Conmebol, véase Lista de miembros asociados a la Conmebol.
La Confederación Sudamericana de Fútbol, también conocida como Conmebol o CSF, es la confederación que reúne a las selecciones nacionales de fútbol de América del Sur. Fue fundada en 1916 y es la más antigua de todas las confederaciones continentales. Su sede se encuentra en Luque, Paraguay, y su presidente es Alejandro Domínguez. Es la Confederación con la menor cantidad de Federaciones adheridas, con tan solo 10.

#### Europa
Para las selecciones de fútbol asociadas a la UEFA, véase Lista de miembros asociados a la UEFA.
La Unión Europea de Asociaciones de Fútbol, (más conocida como UEFA) es la confederación que reúne a las selecciones nacionales de fútbol de Europa. Fue fundada en 1954 y es junto a la Confederación Sudamericana de Fútbol (CONMEBOL) la más poderosa de todas las confederaciones continentales debido a la importancia y logros de sus miembros. Su sede se encuentra en Nyon (Suiza) y su presidente es el esloveno Aleksander Čeferin. Es la Confederación con la mayor cantidad de Federaciones o Asociaciones adheridas, con un total de 53.

#### América del Norte, América Central y el Caribe
Para las selecciones de fútbol asociadas a la Concacaf, véase Lista de miembros asociados a la Concacaf.
La Confederación de Norteamérica, Centroamérica y el Caribe de Asociaciones de Fútbol (En inglés: Confederation of North, Central America and Caribe Association Football, también conocida como Concacaf) es la confederación que reúne a las selecciones nacionales de fútbol en América del Norte, América del Centro y el Caribe. Fue fundada en 1961 y su sede se encuentra en Nueva York (Estados Unidos). Su presidente es Jeffrey Webb. En total, 40 selecciones están afiliadas actualmente a la Concacaf. Cada una de estas selecciones se encuentra afiliada a una de las tres federaciones subordinadas del continente.

#### Selecciones participantes en la Copa Mundial de la FIFA
| \| Selección \| Participaciones \| \| ------------------------------- \| --------------- \| \| Brasil \| 22 \| \| Alemania[5] \| 20 \| \| Argentina \| 18 \| \| Italia \| 18 \| \| México \| 17 \| \| España \| 16 \| \| Francia \| 16 \| \| Inglaterra \| 16 \| \| Bélgica \| 14 \| \| Uruguay \| 14 \| \| Serbia[6] \| 13 \| \| Suecia \| 12 \| \| Suiza \| 12 \| \| Corea del Sur \| 11 \| \| Estados Unidos \| 11 \| \| Países Bajos \| 11 \| \| Rusia[7] \| 11 \| \| Chile \| 9 \| \| Hungría \| 9 \| \| Polonia \| 9 \| \| República Checa[8] \| 9 \| \| Camerún \| 8 \| \| Escocia \| 8 \| \| Paraguay \| 8 \| \| Portugal \| 8 \| \| Austria \| 7 \| \| Bulgaria \| 7 \| \| Japón \| 7 \| \| Rumania \| 7 \| \| Arabia Saudita \| 6 \| \| Australia \| 6 \| \| Colombia \| 6 \| \| Costa Rica \| 6 \| \| Croacia \| 6 \| \| Dinamarca \| 6 \| \| Irán \| 6 \| \| Marruecos \| 6 \| \| Nigeria \| 6 \| \| Túnez \| 6 \| \| Perú \| 5 \| \| Argelia \| 4 \| \| Ecuador \| 4 \| \| Ghana \| 4 \| \| Bolivia \| 3 \| \| Costa de Marfil \| 3 \| \| Egipto \| 3 \| \| Grecia \| 3 \| \| Honduras \| 3 \| \| Irlanda \| 3 \| \| Irlanda del Norte \| 3 \| \| Noruega \| 3 \| \| Senegal \| 3 \| \| Sudáfrica \| 3 \| \| Corea del Norte \| 2 \| \| Canadá \| 2 \| \| El Salvador \| 2 \| \| Eslovenia \| 2 \| \| Gales \| 2 \| \| Nueva Zelanda \| 2 \| \| Turquía \| 2 \| \| Alemania Democrática \| 1 \| \| Angola \| 1 \| \| Bosnia y Herzegovina \| 1 \| \| Catar \| 1 \| \| China \| 1 \| \| Cuba \| 1 \| \| Emiratos Árabes Unidos \| 1 \| \| Eslovaquia \| 1 \| \| Haití \| 1 \| \| Indonesia \| 1 \| \| Irak \| 1 \| \| Israel \| 1 \| \| Islandia \| 1 \| \| Jamaica \| 1 \| \| Kuwait \| 1 \| \| Panamá \| 1 \| \| República Democrática del Congo \| 1 \| \| Togo \| 1 \| \| Trinidad y Tobago \| 1 \| \| Ucrania \| 1 \| |                 |
| Selección | Participaciones |
| Brasil | 22              |
| Alemania | 20              |
| Argentina | 18              |
| Italia | 18              |
| México | 17              |
| España | 16              |
| Francia | 16              |
| Inglaterra | 16              |
| Bélgica | 14              |
| Uruguay | 14              |
| Serbia | 13              |
| Suecia | 12              |
| Suiza | 12              |
| Corea del Sur | 11              |
| Estados Unidos | 11              |
| Países Bajos | 11              |
| Rusia | 11              |
| Chile | 9               |
| Hungría | 9               |
| Polonia | 9               |
| República Checa | 9               |
| Camerún | 8               |
| Escocia | 8               |
| Paraguay | 8               |
| Portugal | 8               |
| Austria | 7               |
| Bulgaria | 7               |
| Japón | 7               |
| Rumania | 7               |
| Arabia Saudita | 6               |
| Australia | 6               |
| Colombia | 6               |
| Costa Rica | 6               |
| Croacia | 6               |
| Dinamarca | 6               |
| Irán | 6               |
| Marruecos | 6               |
| Nigeria | 6               |
| Túnez | 6               |
| Perú | 5               |
| Argelia | 4               |
| Ecuador | 4               |
| Ghana | 4               |
| Bolivia | 3               |
| Costa de Marfil | 3               |
| Egipto | 3               |
| Grecia | 3               |
| Honduras | 3               |
| Irlanda | 3               |
| Irlanda del Norte | 3               |
| Noruega | 3               |
| Senegal | 3               |
| Sudáfrica | 3               |
| Corea del Norte | 2               |
| Canadá | 2               |
| El Salvador | 2               |
| Eslovenia | 2               |
| Gales | 2               |
| Nueva Zelanda | 2               |
| Turquía | 2               |
| Alemania Democrática | 1               |
| Angola | 1               |
| Bosnia y Herzegovina | 1               |
| Catar | 1               |
| China | 1               |
| Cuba | 1               |
| Emiratos Árabes Unidos | 1               |
| Eslovaquia | 1               |
| Haití | 1               |
| Indonesia | 1               |
| Irak | 1               |
| Israel | 1               |
| Islandia | 1               |
| Jamaica | 1               |
| Kuwait | 1               |
| Panamá | 1               |
| República Democrática del Congo | 1               |
| Togo | 1               |
| Trinidad y Tobago | 1               |
| Ucrania | 1               |